# Bajevac
Bajevac (en serbe cyrillique : Бајевац) est un village de Serbie situé dans la municipalité de Lajkovac, district de Kolubara. Au recensement de 2011, il comptait 611 habitants.

## Démographie
| 1948  | 1953  | 1961 | 1971 | 1981 | 1991 | 2002 | 2011 |
| ----- | ----- | ---- | ---- | ---- | ---- | ---- | ---- |
| 1 016 | 1 035 | 965  | 923  | 874  | 825  | 689  | 611  |

|  |